# Obserwacja (metoda badawcza)
Metoda obserwacyjna – sposób prowadzenia badań, w którym obserwacja odgrywa istotną rolę i którego stosowanie nie pociąga za sobą zmian w środowisku lokalnym (w odróżnieniu od metody eksperymentalnej). Jest celowym poszukiwaniem faktów, celową czynnością poznawania za pomocą zmysłów.
Stanowiąca jej część obserwacja naukowa to proces uważnego i celowego spostrzegania; rezultatem obserwacji naukowej są spostrzeżenia naukowe. Wartość poznawcza metody obserwacyjnej polega na opisie zjawisk, od którego często zaczynają się badania naukowe.
Jest najstarszą metodą roboczą pracy naukowej, a jej elementy występują w wielu innych metodach.
Należyte przygotowanie do obserwacji wymaga określenia punktów widzenia i kwestii, na które można odpowiedzieć dzięki obserwacji; tworzą one schemat obserwacyjny lub przewodnik obserwacyjny. Podczas obserwacji znajduje się potwierdzenie lub zaprzeczenie hipotez postawionych w przewodniku.

## Instrument naukowy
Niektóre obserwacje dokonywane są przy pomocy instrumentów naukowych – środków technicznych do badań różnego rodzaju. Spełniają one często funkcję pomocniczą, umożliwiając dokładną obserwację. Pozwalają one nie tylko na dotarcie do pewnych zjawisk, ale również na udokumentowanie ich. Ważne więc jest poznanie specyfiki działania poszczególnych instrumentów naukowych, ich właściwy wybór i właściwe użytkowanie. Jest to szczególnie istotne, jeśli chodzi o nowe obszary badań, takie jak Internet.
W badaniach Internetu instrumentem naukowym jest na przykład przeglądarka internetowa, służąca do zapoznawania się i zapisu stron internetowych. Innymi instrumentami są program do przygotowywania zrzutów ekranu, stanowiących odpowiednik zdjęć czy też program do zapisywania zawartości całych witryn internetowych.

## Klasyfikacja metod obserwacyjnych
Metody obserwacji można podzielić na obserwacje bez interwencji i z interwencją:
- Obserwacja bez interwencji – jej celem jest opis naturalnie występujących zachowań bez ingerowania w nie przez badacza. Jest to metoda charakteryzująca się wysoką trafnością ekologiczną. Kiedy taka obserwacja odbywa się w warunkach naturalnych, nazywamy ją obserwacją naturalną. Ta metoda jest wykorzystywana głównie w psychologii i etologii.

- Obserwacje z interwencją – obejmują sytuacje, gdy badacze ingerują w spontaniczny tok zdarzeń. Wyróżnia się trzy typy tego rodzaju obserwacji:
  - obserwację uczestniczącą – badacz sam uczestniczy w sytuacji, która jest przedmiotem jego obserwacji;
  - obserwację ustrukturowaną – może być prowadzona w warunkach naturalnych lub w laboratorium, badacz wywołuje interesujące go zdarzenia;
  - eksperyment naturalny – badacz manipuluje wieloma zmiennymi w warunkach naturalnych i określa ich wpływ na zachowanie[3].